# 東春日井郡

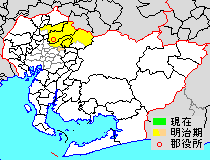
愛知県東春日井郡の範囲（薄黄：後に他郡に編入された区域）

東春日井郡（ひがしかすがいぐん）は、愛知県にあった郡。

## 郡域
1878年（明治13年）に行政区画として発足した当時の郡域は、下記の区域にあたる。
- 名古屋市
  - 千種区の一部（香流橋・東千種台および竹越・宮根台・新西の各一部）
  - 守山区の全域
  - 名東区の一部（猪子石原・天神下および香坂・神月町の各一部）
- 瀬戸市の大部分（概ね西原町、高根町、東本地町、菱野町、赤重町、幡野町、原山台、菱野台、萩山台、宝ヶ丘町、若宮町、屋戸町、広久手町以南を除く）
- 春日井市の全域
- 小牧市の大部分（市之久田、郷中、外堀、小木、小木西、新小木より南西を除く）
- 尾張旭市の全域

## 歴史

### 郡発足までの沿革
- 『旧高旧領取調帳』に記載されている、尾張国春日井郡のうち後の本郡域の明治初年時点での支配は以下の通り。●は村内に寺社領が存在。（122村）

| 知行   | 知行                 | 村数  | 村名 |
| ------ | -------------------- | ----- | --- |
| 藩領   | 尾張名古屋藩         | 117村 | 守山村、金屋坊村、大永寺村、大森垣外村、牛牧村、川村、幸心村、瀬古村、勝川村、勝川妙慶新田、松河戸村、小幡村、大森村、猪子石原村、印場村、新居村、稲葉村、井田村、瀬戸川村、狩宿村、美濃池村、今村、瀬戸村、赤津村、下品野村、中品野村、上品野村、白岩村、片草村、上半田川村、沓掛村、上水野村、中水野村、下水野村、上志段味村、中志段味村、●吉根村、牛毛村、名栗村、堀之内村、桜佐村、神領村、下大留村、上大留村、足振村、久木村、高蔵寺村、玉野村、白山村、外野原村、廻間村、庄名村、神明村、松本村、出川村、下市場村、関田村、上条村、下津尾村、下条村、中切村、上条新田、大草村、大泉寺新田、上野村、和泉村、一色村、神屋村、明知村、西尾村、大山村、野口村、林村、池之内村、上末村、下末村、田楽村、大手村、牛山村、下半田川村、大手池新田、大光寺子新田、下原新田、下条原新田、八田新田、八田与吉新田、長塚新田、長斎新田、春日井原新田、春日井寺入鹿新田、●如意申新田、稲口新田、南外山村、船津村、三淵村、三淵原新田、西之島村、村中村、間々村、間々原新田、入鹿出新田、河内屋新田、村中原新田、久保一色村、岩崎村、岩崎原新田、小牧村、北外山村、北外山入鹿新田、二重堀村、小牧原新田、中根新田、田中村、文津村、●小松寺村、本庄村、内津村 |
| 藩領   | 尾張犬山藩           | 1村   | 南下原村 |
| 藩領   | 名古屋藩・犬山藩     | 2村   | 下志段味村、下原村 |
| 藩領   | 名古屋藩・美濃今尾藩 | 1村   | 味鋺原新田 |
| その他 | 寺社領               | 1村   | 野田村 |

- 明治初年（123村）
  - 田中村が改称して東田中村となる。
  - 森孝新田が起立。
- 明治4年
  - 7月14日（1871年8月29日） - 廃藩置県により、名古屋県、犬山県、今尾県の管轄となる。
  - 11月22日（1872年1月2日） - 第1次府県統合により、全域が名古屋県の管轄となる。
- 明治5年4月2日（1872年5月8日） - 愛知県の管轄となる。
- 明治11年（1878年）12月20日 - 郡区町村編制法の愛知県での施行により、行政区画としての春日井郡が発足。郡役所が下小田井村に設置。同年、以下の各村の統合等が行われる。（109村）
  - 三郷村 ← 井田村、瀬戸川村、狩宿村
  - 熊野村 ← 牛毛村、名栗村、野田村
  - 大留村 ← 下大留村、上大留村
  - 気噴村 ← 足振村、久木村
  - 和爾良村 ← 上条村、大光寺子新田、八田新田
  - 坂下村 ← 和泉村、一色村
  - 春日井村 ← 長斎新田、春日井原新田
  - 牛牧村が大森垣外村に、長塚新田が勝川村に、春日井寺入鹿新田が南外山村に、中根新田が二重堀村にそれぞれ合併。
  - 中切村が改称して上中切村となる。

### 郡発足後の沿革
- 明治13年（1880年）2月5日 - 春日井郡が分割し、勝川村ほか109村の区域をもって東春日井郡が発足。郡役所が勝川村の太清寺に設置。初代郡長は林金兵衛。
- 明治22年（1889年）10月1日 - 町村制の施行により、以下の町村が発足。（1町40村）

- 小牧町 ← 小牧村、小牧原新田（現・小牧市）
- 勝川村（単独村制。現・春日井市）
- 味美村（味鋺原新田が単独村制。現・春日井市）
- 春日井村 ← 春日井村、稲口新田、如意申新田（現・春日井市）
- 片山村 ← 牛山村、大手村、大手酉新田、田楽新田（現・春日井市）
- 外山村 ← 北外山村、南外山村、北外山入鹿新田（現・小牧市）
- 和多里村 ← 三淵村、三淵原新田、船津村、西之島村（現・小牧市）
- 境村 ← 村中村、村中原新田、河内屋新田、入鹿出新田、間々村、間々原新田（現・小牧市）
- 岩崎村 ← 岩崎村、岩崎原新田（現・小牧市）
- 久保一色村（単独村制）（現・小牧市）
- 味岡村 ← 東田中村、二重堀村、小松寺村、文津村、本庄村（現・小牧市）
- 池林村 ← 池之内村、林村（現・小牧市）
- 大野村 ← 野口村、大山村（現・小牧市）
- 大草村（単独村制。現・小牧市）
- 陶村 ← 上末村、下末村（現・小牧市）
- 田楽村 ← 田楽村、大手池新田（現・春日井市）
- 下原村 ← 南下原村、下原村（現・春日井市）
- 八幡村（下原新田が単独村制。現・春日井市）
- 小木田村 ← 下市場村、関田村、大泉寺新田（現・春日井市）
- 和爾良村（単独村制。現・春日井市）
- 柏井村 ← 下条原新田、上条新田、勝川妙慶新田、八田与吉新田（現・春日井市）
- 小野村 ← 松河戸村、下条村、上中切村、下津尾村（現・春日井市）
- 志談村 ← 下志段味村、上志段味村、中志段味村、吉根村（現・名古屋市）
- 雛五村 ← 神領村、大留村、熊野村、堀之内村、桜佐村（現・春日井市）
- 不二村 ← 松本村、白山村、神明村、庄名村、出川村（現・春日井市）
- 玉川村 ← 高蔵寺村、気噴村、玉野村、外之原村（現・春日井市）
- 神坂村 ← 坂下村、神屋村、廻間村、上野村（現・春日井市）
- 内津村 ← 西尾村、明知村、内津村（現・春日井市）
- 高間村 ← 瀬古村、幸心村（現・名古屋市）
- 二城村 ← 大永寺村、大森垣外村、金屋坊村、川村、守山村（現・名古屋市）
- 小幡村（単独村制。現・名古屋市）
- 大森村 ← 大森村、森孝新田（現・名古屋市）
- 印場村、新居村（単独村制。現・尾張旭市）
- 八白村 ← 今村、美濃池村（現・瀬戸市）、稲葉村、三郷村（現・尾張旭市）
- 水野村 ← 中水野村、下水野村、上水野村（現・瀬戸市）
- 掛川村 ← 沓掛村、下半田川村（現・瀬戸市）
- 上品野村 ← 上品野村、片草村、白岩村、上半田川村（現・瀬戸市）
- 下品野村 ← 中品野村、下品野村（現・瀬戸市）
- 瀬戸村、赤津村（それぞれ単独村制。現・瀬戸市）
- 猪子石原村が愛知郡猪子石村の一部となる。

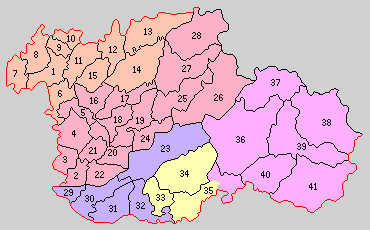
1.小牧町 2.勝川村 3.味美村 4.春日井村 5.片山村 6.外山村 7.和多里村 8.境村 9.岩崎村 10.久保一色村 11.味岡村 12.池林村 13.大野村 14.大草村 15.陶村 16.田楽村 17.下原村 18.八幡村 19.小木田村 20.和爾良村 21.柏井村 22.小野村 23.志談村 24.雛五村 25.不二村 26.玉川村 27.神坂村 28.内津村 29.高間村 30.二城村 31.小幡村 32.大森村 33.印場村 34.新居村 35.八白村 36.水野村 37.掛川村 38.上品野村 39.下品野村 40.瀬戸村 41.赤津村（紫：名古屋市 桃：瀬戸市 赤：春日井市 橙：小牧市 黄：尾張旭市）

- 明治24年（1891年）4月1日 - 郡制を施行。
- 明治25年（1892年）
  - 1月29日 - 瀬戸村が町制施行して瀬戸町となる。（2町39村）
  - 10月24日 - 志談村の一部（上志段味）が分立して上志段味村が発足。（2町40村）
- 明治26年（1893年）3月28日 - 勝川村が町制施行して勝川町となる。（3町39村）
- 明治27年（1894年）
  - 1月23日 - 境村の一部（間々・間々原新田）が分立して真々村が発足。（3町40村）
  - 4月18日 - 境村が和多里村の一部（西之島）を編入。
- 明治35年（1902年）5月 - 郡役所が勝川町字巾屋敷に移転。
- 明治39年（1906年）7月16日 - 以下の町村の統合が行われる。いずれも新設合併。（4町12村）
  - 勝川町 ← 勝川町、味美村、春日井村、柏井村
  - 鳥居松村 ← 小野村、和爾良村
  - 鷹来村 ← 田楽村、片山村
  - 篠木村 ← 下原村、八幡村、小木田村、雛五村［堀ノ内・熊野・桜佐・神領］
  - 高蔵寺村 ← 雛五村［大留］、不二村、玉川村
  - 坂下村 ← 神坂村、内津村
  - 小牧町 ← 外山村、小牧町、真々村、境村、和多里村
  - 味岡村 ← 岩崎村、久保一色村、味岡村
  - 篠岡村 ← 大草村、大野村、池林村、陶村
  - 旭村 ← 印場村、新居村、八白村
  - 品野村 ← 下品野村、上品野村、掛川村
  - 守山町 ← 高間村、二城村、小幡村、大森村
  - 志段味村 ← 志談村、上志段味村
- 大正2年（1913年）5月 - 郡役所が勝川町字東八田山に移転。
- 大正12年（1923年）4月1日 - 郡会が廃止。郡役所は存続。
- 大正13年（1924年）1月1日 - 品野村が町制施行して品野町となる。（5町11村）
- 大正14年（1925年）8月26日 - 瀬戸町・赤津村・旭村の一部（今・美濃ノ池）が合併して改めて瀬戸町が発足。（5町10村）
- 大正15年（1926年）7月1日 - 郡役所が廃止。以降は地域区分名称となる。
- 昭和3年（1928年）11月1日 - 坂下村が町制施行して坂下町となる。（6町9村）
- 昭和4年（1929年）10月1日 - 瀬戸町が市制施行して瀬戸市となり、郡より離脱。（5町9村）
- 昭和5年（1930年）1月1日 - 高蔵寺村が町制施行して高蔵寺町となる。（6町8村）
- 昭和18年（1943年）6月1日 - 勝川町・鷹来村・篠木村・鳥居松村が合併して春日井市が発足し、郡より離脱。（5町5村）
- 昭和23年（1948年）8月5日 - 旭村が町制施行して旭町となる。（6町4村）
- 昭和26年（1951年）5月3日 - 水野村が瀬戸市に編入。（6町3村）
- 昭和29年（1954年）6月1日 - 志段味村が守山町に編入。守山町が市制施行して守山市となり、郡より離脱。（5町2村）
- 昭和30年（1955年）1月1日 - 小牧町・味岡村・篠岡村が合併して小牧市が発足し、郡より離脱。（4町）
- 昭和33年（1958年）1月1日 - 坂下町・高蔵寺町が春日井市に編入（2町）[9]。
- 昭和34年（1959年）4月1日 - 品野町が瀬戸市に編入。（1町）
- 昭和45年（1970年）12月1日 - 旭町が改称・市制施行して尾張旭市となる。同日東春日井郡消滅[10]。

### 変遷表
| 明治22年以前     | 明治22年以前 | 明治22年 10月1日 町村制施行 | 明治22年 - 明治33年                 | 明治34年 - 明治45年               | 大正元年 - 大正15年         | 昭和元年 - 昭和20年          | 昭和21年 - 昭和30年                         | 昭和31年 - 現在                                   | 現在            |
| ---------------- | ------------ | --------------------------- | ----------------------------------- | --------------------------------- | --------------------------- | ---------------------------- | ------------------------------------------- | ------------------------------------------------- | --------------- |
| 猪子石原村       | 猪子石原村   | 愛知郡 猪子石村 （一部）    | 愛知郡 猪子石村（一部）             | 明治39年5月10日 合併 愛知郡猪高村 | 愛知郡 猪高村（一部）       | 愛知郡 猪高村（一部）        | 昭和30年4月5日 名古屋市千種区 に編入        | 昭和50年2月1日 分区・新設 名古屋市名東区 （一部） | 名古屋市 名東区 |
| 守山村           | 守山村       | 二城村                      | 明治25年1月29日 合併 守山町         | 守山町                            | 守山町                      | 守山町                       | 昭和29年6月1日 市制 守山市                  | 昭和38年2月15日 名古屋市に編入 名古屋市守山区     | 名古屋市 守山区 |
| 金屋坊村         |              | 二城村                      | 明治25年1月29日 合併 守山町         | 守山町                            | 守山町                      | 守山町                       | 昭和29年6月1日 市制 守山市                  | 昭和38年2月15日 名古屋市に編入 名古屋市守山区     | 名古屋市 守山区 |
| 大永寺村         |              | 二城村                      | 明治25年1月29日 合併 守山町         | 守山町                            | 守山町                      | 守山町                       | 昭和29年6月1日 市制 守山市                  | 昭和38年2月15日 名古屋市に編入 名古屋市守山区     | 名古屋市 守山区 |
| 大森垣外村       | 大森垣外村   | 二城村                      | 明治25年1月29日 合併 守山町         | 守山町                            | 守山町                      | 守山町                       | 昭和29年6月1日 市制 守山市                  | 昭和38年2月15日 名古屋市に編入 名古屋市守山区     | 名古屋市 守山区 |
| 牛牧村           | 大森垣外村   | 二城村                      | 明治25年1月29日 合併 守山町         | 守山町                            | 守山町                      | 守山町                       | 昭和29年6月1日 市制 守山市                  | 昭和38年2月15日 名古屋市に編入 名古屋市守山区     | 名古屋市 守山区 |
| 川村             |              | 二城村                      | 明治25年1月29日 合併 守山町         | 守山町                            | 守山町                      | 守山町                       | 昭和29年6月1日 市制 守山市                  | 昭和38年2月15日 名古屋市に編入 名古屋市守山区     | 名古屋市 守山区 |
| 幸心村           | 幸心村       | 高間村                      | 明治25年1月29日 合併 守山町         | 守山町                            | 守山町                      | 守山町                       | 昭和29年6月1日 市制 守山市                  | 昭和38年2月15日 名古屋市に編入 名古屋市守山区     | 名古屋市 守山区 |
| 瀬古村           |              | 高間村                      | 明治25年1月29日 合併 守山町         | 守山町                            | 守山町                      | 守山町                       | 昭和29年6月1日 市制 守山市                  | 昭和38年2月15日 名古屋市に編入 名古屋市守山区     | 名古屋市 守山区 |
| 小幡村           | 小幡村       | 小幡村                      | 明治25年1月29日 合併 守山町         | 守山町                            | 守山町                      | 守山町                       | 昭和29年6月1日 市制 守山市                  | 昭和38年2月15日 名古屋市に編入 名古屋市守山区     | 名古屋市 守山区 |
| 大森村           | 大森村       | 大森村                      | 明治25年1月29日 合併 守山町         | 守山町                            | 守山町                      | 守山町                       | 昭和29年6月1日 市制 守山市                  | 昭和38年2月15日 名古屋市に編入 名古屋市守山区     | 名古屋市 守山区 |
| 森孝新田         |              | 大森村                      | 明治25年1月29日 合併 守山町         | 守山町                            | 守山町                      | 守山町                       | 昭和29年6月1日 市制 守山市                  | 昭和38年2月15日 名古屋市に編入 名古屋市守山区     | 名古屋市 守山区 |
| 上志段味村       | 上志段味村   | 志談村                      | 明治25年10月24日 分立 上志段味村    | 明治39年7月16日 合併 志段味村     | 志段味村                    | 志段味村                     | 昭和29年6月1日 守山町に編入 即日市制 守山市 | 昭和38年2月15日 名古屋市に編入 名古屋市守山区     | 名古屋市 守山区 |
| 中志段味村       | 中志段味村   | 志談村                      | 志談村                              | 明治39年7月16日 合併 志段味村     | 志段味村                    | 志段味村                     | 昭和29年6月1日 守山町に編入 即日市制 守山市 | 昭和38年2月15日 名古屋市に編入 名古屋市守山区     | 名古屋市 守山区 |
| 下志段味村       |              | 志談村                      | 志談村                              | 明治39年7月16日 合併 志段味村     | 志段味村                    | 志段味村                     | 昭和29年6月1日 守山町に編入 即日市制 守山市 | 昭和38年2月15日 名古屋市に編入 名古屋市守山区     | 名古屋市 守山区 |
| 吉根村           |              | 志談村                      | 志談村                              | 明治39年7月16日 合併 志段味村     | 志段味村                    | 志段味村                     | 昭和29年6月1日 守山町に編入 即日市制 守山市 | 昭和38年2月15日 名古屋市に編入 名古屋市守山区     | 名古屋市 守山区 |
| 印場村           | 印場村       | 印場村                      | 印場村                              | 明治39年7月16日 合併 旭村         | 旭村                        | 旭村                         | 昭和23年8月5日 町制 旭町                    | 昭和45年12月1日 改称・市制 尾張旭市               | 尾張旭市        |
| 新居村           | 新居村       | 新居村                      | 新居村                              | 明治39年7月16日 合併 旭村         | 旭村                        | 旭村                         | 昭和23年8月5日 町制 旭町                    | 昭和45年12月1日 改称・市制 尾張旭市               | 尾張旭市        |
| 稲葉村           | 稲葉村       | 八白村                      | 八白村                              | 明治39年7月16日 合併 旭村         | 旭村                        | 旭村                         | 昭和23年8月5日 町制 旭町                    | 昭和45年12月1日 改称・市制 尾張旭市               | 尾張旭市        |
| 井田村           | 志談村       | 八白村                      | 八白村                              | 明治39年7月16日 合併 旭村         | 旭村                        | 旭村                         | 昭和23年8月5日 町制 旭町                    | 昭和45年12月1日 改称・市制 尾張旭市               | 尾張旭市        |
| 瀬戸川村         | 志談村       | 八白村                      | 八白村                              | 明治39年7月16日 合併 旭村         | 旭村                        | 旭村                         | 昭和23年8月5日 町制 旭町                    | 昭和45年12月1日 改称・市制 尾張旭市               | 尾張旭市        |
| 狩宿村           | 志談村       | 八白村                      | 八白村                              | 明治39年7月16日 合併 旭村         | 旭村                        | 旭村                         | 昭和23年8月5日 町制 旭町                    | 昭和45年12月1日 改称・市制 尾張旭市               | 尾張旭市        |
| 今村             | 今村         | 八白村                      | 八白村                              | 明治39年7月16日 合併 旭村         | 大正14年8月25日 合併 瀬戸町 | 昭和4年10月1日 市制 瀬戸市   | 瀬戸市                                      | 瀬戸市                                            | 瀬戸市          |
| 美濃ノ池村       |              | 八白村                      | 八白村                              | 明治39年7月16日 合併 旭村         | 大正14年8月25日 合併 瀬戸町 | 昭和4年10月1日 市制 瀬戸市   | 瀬戸市                                      | 瀬戸市                                            | 瀬戸市          |
| 瀬戸村           | 瀬戸村       | 瀬戸村                      | 明治25年1月29日 町制 瀬戸町         | 瀬戸町                            | 大正14年8月25日 合併 瀬戸町 | 昭和4年10月1日 市制 瀬戸市   | 瀬戸市                                      | 瀬戸市                                            | 瀬戸市          |
| 赤津村           | 赤津村       | 赤津村                      | 赤津村                              | 赤津村                            | 大正14年8月25日 合併 瀬戸町 | 昭和4年10月1日 市制 瀬戸市   | 瀬戸市                                      | 瀬戸市                                            | 瀬戸市          |
| 上水野村         | 上水野村     | 水野村                      | 水野村                              | 水野村                            | 水野村                      | 水野村                       | 昭和26年5月3日 瀬戸市に編入                 | 瀬戸市                                            | 瀬戸市          |
| 中水野村         |              | 水野村                      | 水野村                              | 水野村                            | 水野村                      | 水野村                       | 昭和26年5月3日 瀬戸市に編入                 | 瀬戸市                                            | 瀬戸市          |
| 下水野村         |              | 水野村                      | 水野村                              | 水野村                            | 水野村                      | 水野村                       | 昭和26年5月3日 瀬戸市に編入                 | 瀬戸市                                            | 瀬戸市          |
| 沓掛村           | 沓掛村       | 掛川村                      | 掛川村                              | 明治39年7月16日 合併 品野村       | 大正13年1月1日 町制 品野町  | 品野町                       | 品野町                                      | 昭和34年4月1日 瀬戸市に編入                       | 瀬戸市          |
| 下半田川村       |              | 掛川村                      | 掛川村                              | 明治39年7月16日 合併 品野村       | 大正13年1月1日 町制 品野町  | 品野町                       | 品野町                                      | 昭和34年4月1日 瀬戸市に編入                       | 瀬戸市          |
| 下品野村         | 下品野村     | 下品野村                    | 下品野村                            | 明治39年7月16日 合併 品野村       | 大正13年1月1日 町制 品野町  | 品野町                       | 品野町                                      | 昭和34年4月1日 瀬戸市に編入                       | 瀬戸市          |
| 中品野村         |              | 下品野村                    | 下品野村                            | 明治39年7月16日 合併 品野村       | 大正13年1月1日 町制 品野町  | 品野町                       | 品野町                                      | 昭和34年4月1日 瀬戸市に編入                       | 瀬戸市          |
| 上品野村         | 上品野村     | 上品野村                    | 上品野村                            | 明治39年7月16日 合併 品野村       | 大正13年1月1日 町制 品野町  | 品野町                       | 品野町                                      | 昭和34年4月1日 瀬戸市に編入                       | 瀬戸市          |
| 白岩村           |              | 上品野村                    | 上品野村                            | 明治39年7月16日 合併 品野村       | 大正13年1月1日 町制 品野町  | 品野町                       | 品野町                                      | 昭和34年4月1日 瀬戸市に編入                       | 瀬戸市          |
| 片草村           |              | 上品野村                    | 上品野村                            | 明治39年7月16日 合併 品野村       | 大正13年1月1日 町制 品野町  | 品野町                       | 品野町                                      | 昭和34年4月1日 瀬戸市に編入                       | 瀬戸市          |
| 上半田川村       |              | 上品野村                    | 上品野村                            | 明治39年7月16日 合併 品野村       | 大正13年1月1日 町制 品野町  | 品野町                       | 品野町                                      | 昭和34年4月1日 瀬戸市に編入                       | 瀬戸市          |
| 勝川村           | 勝川村       | 勝川村                      | 明治26年3月28日 町制 勝川町         | 明治39年7月16日 合併 勝川町       | 勝川町                      | 昭和18年6月1日 合併 春日井市 | 春日井市                                    | 春日井市                                          | 春日井市        |
| 長塚新田         | 勝川村       | 勝川村                      | 明治26年3月28日 町制 勝川町         | 明治39年7月16日 合併 勝川町       | 勝川町                      | 昭和18年6月1日 合併 春日井市 | 春日井市                                    | 春日井市                                          | 春日井市        |
| 味鋺原新田       | 味鋺原新田   | 味美村                      | 味美村                              | 明治39年7月16日 合併 勝川町       | 勝川町                      | 昭和18年6月1日 合併 春日井市 | 春日井市                                    | 春日井市                                          | 春日井市        |
| 春日井原新田     | 春日井村     | 春日井村                    | 春日井村                            | 明治39年7月16日 合併 勝川町       | 勝川町                      | 昭和18年6月1日 合併 春日井市 | 春日井市                                    | 春日井市                                          | 春日井市        |
| 長斎新田         | 春日井村     | 春日井村                    | 春日井村                            | 明治39年7月16日 合併 勝川町       | 勝川町                      | 昭和18年6月1日 合併 春日井市 | 春日井市                                    | 春日井市                                          | 春日井市        |
| 如意申新田       |              | 春日井村                    | 春日井村                            | 明治39年7月16日 合併 勝川町       | 勝川町                      | 昭和18年6月1日 合併 春日井市 | 春日井市                                    | 春日井市                                          | 春日井市        |
| 稲口新田         |              | 春日井村                    | 春日井村                            | 明治39年7月16日 合併 勝川町       | 勝川町                      | 昭和18年6月1日 合併 春日井市 | 春日井市                                    | 春日井市                                          | 春日井市        |
| 上条新田         | 上条新田     | 柏井村                      | 柏井村                              | 明治39年7月16日 合併 勝川町       | 勝川町                      | 昭和18年6月1日 合併 春日井市 | 春日井市                                    | 春日井市                                          | 春日井市        |
| 下条原新田       |              | 柏井村                      | 柏井村                              | 明治39年7月16日 合併 勝川町       | 勝川町                      | 昭和18年6月1日 合併 春日井市 | 春日井市                                    | 春日井市                                          | 春日井市        |
| 勝川妙慶新田     |              | 柏井村                      | 柏井村                              | 明治39年7月16日 合併 勝川町       | 勝川町                      | 昭和18年6月1日 合併 春日井市 | 春日井市                                    | 春日井市                                          | 春日井市        |
| 八田与吉新田     |              | 柏井村                      | 柏井村                              | 明治39年7月16日 合併 勝川町       | 勝川町                      | 昭和18年6月1日 合併 春日井市 | 春日井市                                    | 春日井市                                          | 春日井市        |
| 田楽村           | 田楽村       | 田楽村                      | 田楽村                              | 明治39年7月16日 合併 鷹来村       | 鷹来村                      | 昭和18年6月1日 合併 春日井市 | 春日井市                                    | 春日井市                                          | 春日井市        |
| 大手池新田       |              | 田楽村                      | 田楽村                              | 明治39年7月16日 合併 鷹来村       | 鷹来村                      | 昭和18年6月1日 合併 春日井市 | 春日井市                                    | 春日井市                                          | 春日井市        |
| 牛山村           | 牛山村       | 片山村                      | 片山村                              | 明治39年7月16日 合併 鷹来村       | 鷹来村                      | 昭和18年6月1日 合併 春日井市 | 春日井市                                    | 春日井市                                          | 春日井市        |
| 大手村           |              | 片山村                      | 片山村                              | 明治39年7月16日 合併 鷹来村       | 鷹来村                      | 昭和18年6月1日 合併 春日井市 | 春日井市                                    | 春日井市                                          | 春日井市        |
| 田楽新田         |              | 片山村                      | 片山村                              | 明治39年7月16日 合併 鷹来村       | 鷹来村                      | 昭和18年6月1日 合併 春日井市 | 春日井市                                    | 春日井市                                          | 春日井市        |
| 大手酉新田       |              | 片山村                      | 片山村                              | 明治39年7月16日 合併 鷹来村       | 鷹来村                      | 昭和18年6月1日 合併 春日井市 | 春日井市                                    | 春日井市                                          | 春日井市        |
| 松河戸村         | 松河戸村     | 小野村                      | 小野村                              | 明治39年7月16日 合併 鳥居松村     | 鳥居松村                    | 昭和18年6月1日 合併 春日井市 | 春日井市                                    | 春日井市                                          | 春日井市        |
| 下条村           |              | 小野村                      | 小野村                              | 明治39年7月16日 合併 鳥居松村     | 鳥居松村                    | 昭和18年6月1日 合併 春日井市 | 春日井市                                    | 春日井市                                          | 春日井市        |
| 上中切村         |              | 小野村                      | 小野村                              | 明治39年7月16日 合併 鳥居松村     | 鳥居松村                    | 昭和18年6月1日 合併 春日井市 | 春日井市                                    | 春日井市                                          | 春日井市        |
| 下津尾村         |              | 小野村                      | 小野村                              | 明治39年7月16日 合併 鳥居松村     | 鳥居松村                    | 昭和18年6月1日 合併 春日井市 | 春日井市                                    | 春日井市                                          | 春日井市        |
| 上条村           | 和爾良村     | 和爾良村                    | 和爾良村                            | 明治39年7月16日 合併 鳥居松村     | 鳥居松村                    | 昭和18年6月1日 合併 春日井市 | 春日井市                                    | 春日井市                                          | 春日井市        |
| 八田新田         | 和爾良村     | 和爾良村                    | 和爾良村                            | 明治39年7月16日 合併 鳥居松村     | 鳥居松村                    | 昭和18年6月1日 合併 春日井市 | 春日井市                                    | 春日井市                                          | 春日井市        |
| 大光寺子新田     | 和爾良村     | 和爾良村                    | 和爾良村                            | 明治39年7月16日 合併 鳥居松村     | 鳥居松村                    | 昭和18年6月1日 合併 春日井市 | 春日井市                                    | 春日井市                                          | 春日井市        |
| 下原新田         | 下原新田     | 八幡村                      | 八幡村                              | 明治39年7月16日 合併 篠木村       | 篠木村                      | 昭和18年6月1日 合併 春日井市 | 春日井市                                    | 春日井市                                          | 春日井市        |
| 下原村           | 下原村       | 下原村                      | 下原村                              | 明治39年7月16日 合併 篠木村       | 篠木村                      | 昭和18年6月1日 合併 春日井市 | 春日井市                                    | 春日井市                                          | 春日井市        |
| 南下原村         |              | 下原村                      | 下原村                              | 明治39年7月16日 合併 篠木村       | 篠木村                      | 昭和18年6月1日 合併 春日井市 | 春日井市                                    | 春日井市                                          | 春日井市        |
| 関田村           | 関田村       | 小木田村                    | 小木田村                            | 明治39年7月16日 合併 篠木村       | 篠木村                      | 昭和18年6月1日 合併 春日井市 | 春日井市                                    | 春日井市                                          | 春日井市        |
| 下市場村         |              | 小木田村                    | 小木田村                            | 明治39年7月16日 合併 篠木村       | 篠木村                      | 昭和18年6月1日 合併 春日井市 | 春日井市                                    | 春日井市                                          | 春日井市        |
| 大泉寺新田       |              | 小木田村                    | 小木田村                            | 明治39年7月16日 合併 篠木村       | 篠木村                      | 昭和18年6月1日 合併 春日井市 | 春日井市                                    | 春日井市                                          | 春日井市        |
| 牛毛村           | 熊野村       | 雛五村                      | 雛五村                              | 明治39年7月16日 合併 篠木村       | 篠木村                      | 昭和18年6月1日 合併 春日井市 | 春日井市                                    | 春日井市                                          | 春日井市        |
| 名栗村           | 熊野村       | 雛五村                      | 雛五村                              | 明治39年7月16日 合併 篠木村       | 篠木村                      | 昭和18年6月1日 合併 春日井市 | 春日井市                                    | 春日井市                                          | 春日井市        |
| 野田村           | 熊野村       | 雛五村                      | 雛五村                              | 明治39年7月16日 合併 篠木村       | 篠木村                      | 昭和18年6月1日 合併 春日井市 | 春日井市                                    | 春日井市                                          | 春日井市        |
| 堀ノ内村         |              | 雛五村                      | 雛五村                              | 明治39年7月16日 合併 篠木村       | 篠木村                      | 昭和18年6月1日 合併 春日井市 | 春日井市                                    | 春日井市                                          | 春日井市        |
| 神領村           |              | 雛五村                      | 雛五村                              | 明治39年7月16日 合併 篠木村       | 篠木村                      | 昭和18年6月1日 合併 春日井市 | 春日井市                                    | 春日井市                                          | 春日井市        |
| 桜佐村           |              | 雛五村                      | 雛五村                              | 明治39年7月16日 合併 篠木村       | 篠木村                      | 昭和18年6月1日 合併 春日井市 | 春日井市                                    | 春日井市                                          | 春日井市        |
| 下大留村         | 大留村       | 雛五村                      | 雛五村                              | 明治39年7月16日 合併 高蔵寺村     | 高蔵寺村                    | 昭和5年1月11日 町制 高蔵寺町 | 高蔵寺町                                    | 昭和33年1月1日 春日井市に編入                     | 春日井市        |
| 上大留村         | 大留村       | 雛五村                      | 雛五村                              | 明治39年7月16日 合併 高蔵寺村     | 高蔵寺村                    | 昭和5年1月11日 町制 高蔵寺町 | 高蔵寺町                                    | 昭和33年1月1日 春日井市に編入                     | 春日井市        |
| 出川村           | 出川村       | 不二村                      | 不二村                              | 明治39年7月16日 合併 高蔵寺村     | 高蔵寺村                    | 昭和5年1月11日 町制 高蔵寺町 | 高蔵寺町                                    | 昭和33年1月1日 春日井市に編入                     | 春日井市        |
| 白山村           |              | 不二村                      | 不二村                              | 明治39年7月16日 合併 高蔵寺村     | 高蔵寺村                    | 昭和5年1月11日 町制 高蔵寺町 | 高蔵寺町                                    | 昭和33年1月1日 春日井市に編入                     | 春日井市        |
| 松本村           |              | 不二村                      | 不二村                              | 明治39年7月16日 合併 高蔵寺村     | 高蔵寺村                    | 昭和5年1月11日 町制 高蔵寺町 | 高蔵寺町                                    | 昭和33年1月1日 春日井市に編入                     | 春日井市        |
| 庄名村           |              | 不二村                      | 不二村                              | 明治39年7月16日 合併 高蔵寺村     | 高蔵寺村                    | 昭和5年1月11日 町制 高蔵寺町 | 高蔵寺町                                    | 昭和33年1月1日 春日井市に編入                     | 春日井市        |
| 神明村           |              | 不二村                      | 不二村                              | 明治39年7月16日 合併 高蔵寺村     | 高蔵寺村                    | 昭和5年1月11日 町制 高蔵寺町 | 高蔵寺町                                    | 昭和33年1月1日 春日井市に編入                     | 春日井市        |
| 高蔵寺村         | 高蔵寺村     | 玉川村                      | 玉川村                              | 明治39年7月16日 合併 高蔵寺村     | 高蔵寺村                    | 昭和5年1月11日 町制 高蔵寺町 | 高蔵寺町                                    | 昭和33年1月1日 春日井市に編入                     | 春日井市        |
| 足振村           | 気噴村       | 玉川村                      | 玉川村                              | 明治39年7月16日 合併 高蔵寺村     | 高蔵寺村                    | 昭和5年1月11日 町制 高蔵寺町 | 高蔵寺町                                    | 昭和33年1月1日 春日井市に編入                     | 春日井市        |
| 久木村           | 気噴村       | 玉川村                      | 玉川村                              | 明治39年7月16日 合併 高蔵寺村     | 高蔵寺村                    | 昭和5年1月11日 町制 高蔵寺町 | 高蔵寺町                                    | 昭和33年1月1日 春日井市に編入                     | 春日井市        |
| 外野原村         |              | 玉川村                      | 玉川村                              | 明治39年7月16日 合併 高蔵寺村     | 高蔵寺村                    | 昭和5年1月11日 町制 高蔵寺町 | 高蔵寺町                                    | 昭和33年1月1日 春日井市に編入                     | 春日井市        |
| 玉野村           |              | 玉川村                      | 玉川村                              | 明治39年7月16日 合併 高蔵寺村     | 高蔵寺村                    | 昭和5年1月11日 町制 高蔵寺町 | 高蔵寺町                                    | 昭和33年1月1日 春日井市に編入                     | 春日井市        |
| 和泉村           | 坂下村       | 神坂村                      | 神坂村                              | 明治39年7月16日 合併 坂下村       | 坂下村                      | 昭和3年11月1日 町制 坂下町   | 坂下町                                      | 昭和33年1月1日 春日井市に編入                     | 春日井市        |
| 一色村           | 坂下村       | 神坂村                      | 神坂村                              | 明治39年7月16日 合併 坂下村       | 坂下村                      | 昭和3年11月1日 町制 坂下町   | 坂下町                                      | 昭和33年1月1日 春日井市に編入                     | 春日井市        |
| 神屋村           |              | 神坂村                      | 神坂村                              | 明治39年7月16日 合併 坂下村       | 坂下村                      | 昭和3年11月1日 町制 坂下町   | 坂下町                                      | 昭和33年1月1日 春日井市に編入                     | 春日井市        |
| 迫間村           |              | 神坂村                      | 神坂村                              | 明治39年7月16日 合併 坂下村       | 坂下村                      | 昭和3年11月1日 町制 坂下町   | 坂下町                                      | 昭和33年1月1日 春日井市に編入                     | 春日井市        |
| 上野村           |              | 神坂村                      | 神坂村                              | 明治39年7月16日 合併 坂下村       | 坂下村                      | 昭和3年11月1日 町制 坂下町   | 坂下町                                      | 昭和33年1月1日 春日井市に編入                     | 春日井市        |
| 内津村           | 内津村       | 内津村                      | 内津村                              | 明治39年7月16日 合併 坂下村       | 坂下村                      | 昭和3年11月1日 町制 坂下町   | 坂下町                                      | 昭和33年1月1日 春日井市に編入                     | 春日井市        |
| 明知村           |              | 内津村                      | 内津村                              | 明治39年7月16日 合併 坂下村       | 坂下村                      | 昭和3年11月1日 町制 坂下町   | 坂下町                                      | 昭和33年1月1日 春日井市に編入                     | 春日井市        |
| 西尾村           |              | 内津村                      | 内津村                              | 明治39年7月16日 合併 坂下村       | 坂下村                      | 昭和3年11月1日 町制 坂下町   | 坂下町                                      | 昭和33年1月1日 春日井市に編入                     | 春日井市        |
| 小牧村           | 小牧村       | 小牧町                      | 小牧町                              | 明治39年7月16日 合併 小牧町       | 小牧町                      | 小牧町                       | 昭和30年1月1日 合併 小牧市                  | 小牧市                                            | 小牧市          |
| 小牧原新田       |              | 小牧町                      | 小牧町                              | 明治39年7月16日 合併 小牧町       | 小牧町                      | 小牧町                       | 昭和30年1月1日 合併 小牧市                  | 小牧市                                            | 小牧市          |
| 北外山村         | 北外山村     | 外山村                      | 外山村                              | 明治39年7月16日 合併 小牧町       | 小牧町                      | 小牧町                       | 昭和30年1月1日 合併 小牧市                  | 小牧市                                            | 小牧市          |
| 北外山入鹿新田   |              | 外山村                      | 外山村                              | 明治39年7月16日 合併 小牧町       | 小牧町                      | 小牧町                       | 昭和30年1月1日 合併 小牧市                  | 小牧市                                            | 小牧市          |
| 南外山村         | 南外山村     | 外山村                      | 外山村                              | 明治39年7月16日 合併 小牧町       | 小牧町                      | 小牧町                       | 昭和30年1月1日 合併 小牧市                  | 小牧市                                            | 小牧市          |
| 春日井寺入鹿新田 | 南外山村     | 外山村                      | 外山村                              | 明治39年7月16日 合併 小牧町       | 小牧町                      | 小牧町                       | 昭和30年1月1日 合併 小牧市                  | 小牧市                                            | 小牧市          |
| 三ツ淵村         | 三ツ淵村     | 和多里村                    | 和多里村                            | 明治39年7月16日 合併 小牧町       | 小牧町                      | 小牧町                       | 昭和30年1月1日 合併 小牧市                  | 小牧市                                            | 小牧市          |
| 三ツ淵原新田     |              | 和多里村                    | 和多里村                            | 明治39年7月16日 合併 小牧町       | 小牧町                      | 小牧町                       | 昭和30年1月1日 合併 小牧市                  | 小牧市                                            | 小牧市          |
| 舟津村           |              | 和多里村                    | 和多里村                            | 明治39年7月16日 合併 小牧町       | 小牧町                      | 小牧町                       | 昭和30年1月1日 合併 小牧市                  | 小牧市                                            | 小牧市          |
| 西ノ島村         | 西ノ島村     | 和多里村                    | 明治27年4月18日 境界変更 境村に編入 | 明治39年7月16日 合併 小牧町       | 小牧町                      | 小牧町                       | 昭和30年1月1日 合併 小牧市                  | 小牧市                                            | 小牧市          |
| 村中村           | 村中村       | 境村                        | 境村                                | 明治39年7月16日 合併 小牧町       | 小牧町                      | 小牧町                       | 昭和30年1月1日 合併 小牧市                  | 小牧市                                            | 小牧市          |
| 入鹿出新田       |              | 境村                        | 境村                                | 明治39年7月16日 合併 小牧町       | 小牧町                      | 小牧町                       | 昭和30年1月1日 合併 小牧市                  | 小牧市                                            | 小牧市          |
| 河内屋新田       |              | 境村                        | 境村                                | 明治39年7月16日 合併 小牧町       | 小牧町                      | 小牧町                       | 昭和30年1月1日 合併 小牧市                  | 小牧市                                            | 小牧市          |
| 村中原新田       |              | 境村                        | 境村                                | 明治39年7月16日 合併 小牧町       | 小牧町                      | 小牧町                       | 昭和30年1月1日 合併 小牧市                  | 小牧市                                            | 小牧市          |
| 間々村           | 間々村       | 境村                        | 明治27年1月23日 分立 真々村         | 明治39年7月16日 合併 小牧町       | 小牧町                      | 小牧町                       | 昭和30年1月1日 合併 小牧市                  | 小牧市                                            | 小牧市          |
| 間々原新田       |              | 境村                        | 明治27年1月23日 分立 真々村         | 明治39年7月16日 合併 小牧町       | 小牧町                      | 小牧町                       | 昭和30年1月1日 合併 小牧市                  | 小牧市                                            | 小牧市          |
| 東田中村         | 東田中村     | 味岡村                      | 味岡村                              | 明治39年7月16日 合併 味岡村       | 味岡村                      | 味岡村                       | 昭和30年1月1日 合併 小牧市                  | 小牧市                                            | 小牧市          |
| 本庄村           |              | 味岡村                      | 味岡村                              | 明治39年7月16日 合併 味岡村       | 味岡村                      | 味岡村                       | 昭和30年1月1日 合併 小牧市                  | 小牧市                                            | 小牧市          |
| 二重堀村         | 二重堀村     | 味岡村                      | 味岡村                              | 明治39年7月16日 合併 味岡村       | 味岡村                      | 味岡村                       | 昭和30年1月1日 合併 小牧市                  | 小牧市                                            | 小牧市          |
| 中根新田         | 二重堀村     | 味岡村                      | 味岡村                              | 明治39年7月16日 合併 味岡村       | 味岡村                      | 味岡村                       | 昭和30年1月1日 合併 小牧市                  | 小牧市                                            | 小牧市          |
| 文津村           |              | 味岡村                      | 味岡村                              | 明治39年7月16日 合併 味岡村       | 味岡村                      | 味岡村                       | 昭和30年1月1日 合併 小牧市                  | 小牧市                                            | 小牧市          |
| 小松寺村         |              | 味岡村                      | 味岡村                              | 明治39年7月16日 合併 味岡村       | 味岡村                      | 味岡村                       | 昭和30年1月1日 合併 小牧市                  | 小牧市                                            | 小牧市          |
| 岩崎村           | 岩崎村       | 岩崎村                      | 岩崎村                              | 明治39年7月16日 合併 味岡村       | 味岡村                      | 味岡村                       | 昭和30年1月1日 合併 小牧市                  | 小牧市                                            | 小牧市          |
| 岩崎原新田       |              | 岩崎村                      | 岩崎村                              | 明治39年7月16日 合併 味岡村       | 味岡村                      | 味岡村                       | 昭和30年1月1日 合併 小牧市                  | 小牧市                                            | 小牧市          |
| 久保一色村       | 久保一色村   | 久保一色村                  | 久保一色村                          | 明治39年7月16日 合併 味岡村       | 味岡村                      | 味岡村                       | 昭和30年1月1日 合併 小牧市                  | 小牧市                                            | 小牧市          |
| 上末村           | 上末村       | 陶村                        | 陶村                                | 明治39年7月16日 合併 篠岡村       | 篠岡村                      | 篠岡村                       | 昭和30年1月1日 合併 小牧市                  | 小牧市                                            | 小牧市          |
| 下末村           |              | 陶村                        | 陶村                                | 明治39年7月16日 合併 篠岡村       | 篠岡村                      | 篠岡村                       | 昭和30年1月1日 合併 小牧市                  | 小牧市                                            | 小牧市          |
| 池之内村         | 池之内村     | 池林村                      | 池林村                              | 明治39年7月16日 合併 篠岡村       | 篠岡村                      | 篠岡村                       | 昭和30年1月1日 合併 小牧市                  | 小牧市                                            | 小牧市          |
| 林村             |              | 池林村                      | 池林村                              | 明治39年7月16日 合併 篠岡村       | 篠岡村                      | 篠岡村                       | 昭和30年1月1日 合併 小牧市                  | 小牧市                                            | 小牧市          |
| 大草村           | 大草村       | 大草村                      | 大草村                              | 明治39年7月16日 合併 篠岡村       | 篠岡村                      | 篠岡村                       | 昭和30年1月1日 合併 小牧市                  | 小牧市                                            | 小牧市          |
| 大山村           | 大山村       | 大野村                      | 大野村                              | 明治39年7月16日 合併 篠岡村       | 篠岡村                      | 篠岡村                       | 昭和30年1月1日 合併 小牧市                  | 小牧市                                            | 小牧市          |
| 野口村           |              | 大野村                      | 大野村                              | 明治39年7月16日 合併 篠岡村       | 篠岡村                      | 篠岡村                       | 昭和30年1月1日 合併 小牧市                  | 小牧市                                            | 小牧市          |

## 行政
歴代郡長
| 代 | 氏名       | 就任年月日                 | 退任年月日                | 備考                   |
| -- | ---------- | -------------------------- | ------------------------- | ---------------------- |
| 1  | 林金兵衛   | 明治13年（1880年）2月6日   | 同14年（1881年）3月1日    | 本人の死去による退官   |
| 2  | 堀尾茂助   | 明治14年（1881年）3月5日   | 同19年（1886年）4月23日   |                        |
| 3  | 服部直衡   | 明治19年（1886年）4月24日  | 同21年（1888年）12月9日   |                        |
| 4  | 野村賀眞   | 明治21年（1888年）12月10日 | 同26年（1893年）9月12日   |                        |
| 5  | 永田巖     | 明治26年（1893年）9月13日  | 同28年（1895年）5月20日   |                        |
| 6  | 北野直壯   | 明治28年（1895年）5月21日  | 同32年（1899年）4月20日   |                        |
| 7  | 木原勝太郞 | 明治32年（1899年）4月21日  | 同35年（1902年）3月18日   |                        |
| 8  | 阪田洋     | 明治35年（1902年）3月19日  | 同39年（1906年）4月29日   | 死去                   |
| 9  | 乾貢       | 明治39年（1906年）5月16日  | 同41年（1908年）7月8日    |                        |
| 10 | 山田正     | 明治41年（1908年）7月9日   | 大正元年（1912年）9月30日 |                        |
| 11 | 神戸直彦   | 大正元年（1912年）10月1日  | 同3年（1914年）8月14日    |                        |
| 12 | 磯野千太郞 | 大正3年（1914年）8月15日   | 同5年（1916年）6月13日    |                        |
| 13 | 上野錄太郞 | 大正5年（1916年）6月14日   | 同6年（1917年）1月21日    |                        |
| 14 | 河合誠     | 大正6年（1917年）1月22日   | 同8年（1919年）11月7日    |                        |
| 15 | 森民重     | 大正8年（1919年）11月8日   | 同10年（1921年）8月23日   |                        |
| 16 | 鈴木壽三郞 | 大正10年（1921年）8月24日  |                           |                        |
|    |            |                            | 大正15年（1926年）6月30日 | 郡役所廃止により、廃官 |

東春日井郡誌　第五章第四節　郡役所及議員選擧並に町村役塲　第一項郡役所による。